# (6306) Nishimura
(6306) Nishimura est un astéroïde de la ceinture principale.

## Description
(6306) Nishimura est un astéroïde de la ceinture principale. Il fut découvert le 30 octobre 1989 à Dynic par Atsushi Sugie. Il présente une orbite caractérisée par un demi-grand axe de 2,68 UA, une excentricité de 0,23 et une inclinaison de 14,6° par rapport à l'écliptique.

## Compléments